# El Mehdi Al Harrar
El Mehdi Al Harrar (en arabe : المهدي الحرار), né le 30 novembre 2000 à Casablanca (Maroc), est un footballeur international marocain évoluant au poste de gardien de but au Raja Club Athletic.

## Biographie

### Carrière en club

#### Débuts
El Mehdi Al Harrar voit le jour le 30 novembre 2000 à Casablanca. Il intègre l'école de football du Chabab Mohammédia et montre rapidement ses qualités au poste de gardien de but.

#### Champion de D2 avec le SCCM
En 2019, il intègre l'équipe A à l'age de 19 ans sous la direction de Marco Simone. L'italien est remercié après neuf matchs, il est remplacé par Bernard Rodriguez puis par Mohamed Amine Benhachem, le club réussit malgré cette instabilité à être sacré champion de la Botola Pro2, synonyme d'accession à la première division,.
Le 4 décembre 2020, il dispute son premier match en première division face au Moghreb de Tétouan au Stade Moulay Abdallah (victoire 0-2).
Durant ces quatre années, Al Harrar a été en concurrence avec Youssef El Motie pour le poste de titulaire, puis après le départ de ce dernier, avec Soufiane Barrouhou.

#### Raja CA
En avril 2024, il est annoncé dans la presse que El Mehdi Al Harrar a trouvé un accord avec le Raja Club Athletic pour le rejoindre en été, alors qu'il arrive en fin de contrat avec le Chabab Mohammédia.
En juillet, le Raja CA annonce officiellement le recrutement du gardien de but qui paraphe un contrat de trois saisons. Il déclare qu'il a enfin accompli le rêve de jouer pour le club de son enfance.
Le 9 octobre, il dispute son premier match avec les Verts contre le Moghreb de Tétouan au titre de la troisième journée de la Coupe d'excellence (victoire 0-1),.

### Carrière internationale
Il est sélectionné par Tarik Sektioui avec la sélection nationale A' (natifs de 2000 et plus) qui effectuera du 11 au 20 novembre un stage de préparation au complexe Mohammed VI de football.
Le 23 juillet 2025, il est annoncé parmi la liste des joueurs convoqués par Sektioui pour le Championnat d'Afrique des nations 2024 qui sera joué du 2 au 30 août 2025.

## Statistiques

### En sélection A'
| 0Sélections | Date         | Lieu                            | Adversaire  | Résultats | Minutes | Buts | Passes | Compétitions |
| ----------- | ------------ | ------------------------------- | ----------- | --------- | ------- | ---- | ------ | ------------ |
| 1           | 3 août 2025  | Nyayo National Stadium, Nairobi | Angola A'   | 2-0       | 90 min  | 0    | 0      | CHAN 2024    |
| 2           | 10 août 2025 | Nyayo National Stadium, Nairobi | Kenya A'    | 0-1       | 90 min  | 0    | 0      | CHAN 2024    |
| 3           | 14 août 2025 | Nyayo National Stadium, Nairobi | Zambie A'   | 3-1       | 90 min  | 0    | 0      | CHAN 2024    |
| 4           | 17 août 2025 | Nyayo National Stadium, Nairobi | RD Congo A' | 3-1       | 90 min  | 0    | 0      | CHAN 2024    |

## Palmarès
Chabab Mohammédia
- Botola Pro2
  - Champion en 2019-20